# Saint-Géry (Dordogne)
Saint-Géry település Franciaországban, Dordogne megyében. Lakosainak száma 243 fő (2022. január 1.). Saint-Géry Saint-Médard-de-Mussidan, Fraisse, Beaupouyet, Bosset és Les Lèches községekkel határos.

## Népesség
A település népessége az elmúlt években az alábbi módon változott:
| Lakosok száma | 258  | 203  | 207  | 205  | 226  | 233  | 236  | 243  | 248  | 243  |
|               | 1968 | 1982 | 1990 | 2006 | 2013 | 2015 | 2017 | 2019 | 2020 | 2022 |